# Edvinas Gertmonas
Edvinas Gertmonas (* 1. Juni 1996 in Šilalė) ist ein litauischer Fußballspieler auf der Position eines Torwarts. Von August 2019 bis 2023 stand er im Kader des heimischen Erstligisten FK Žalgiris aus der Hauptstadt Vilnius.

## Vereinskarriere

### Karrierebeginn in der Heimat

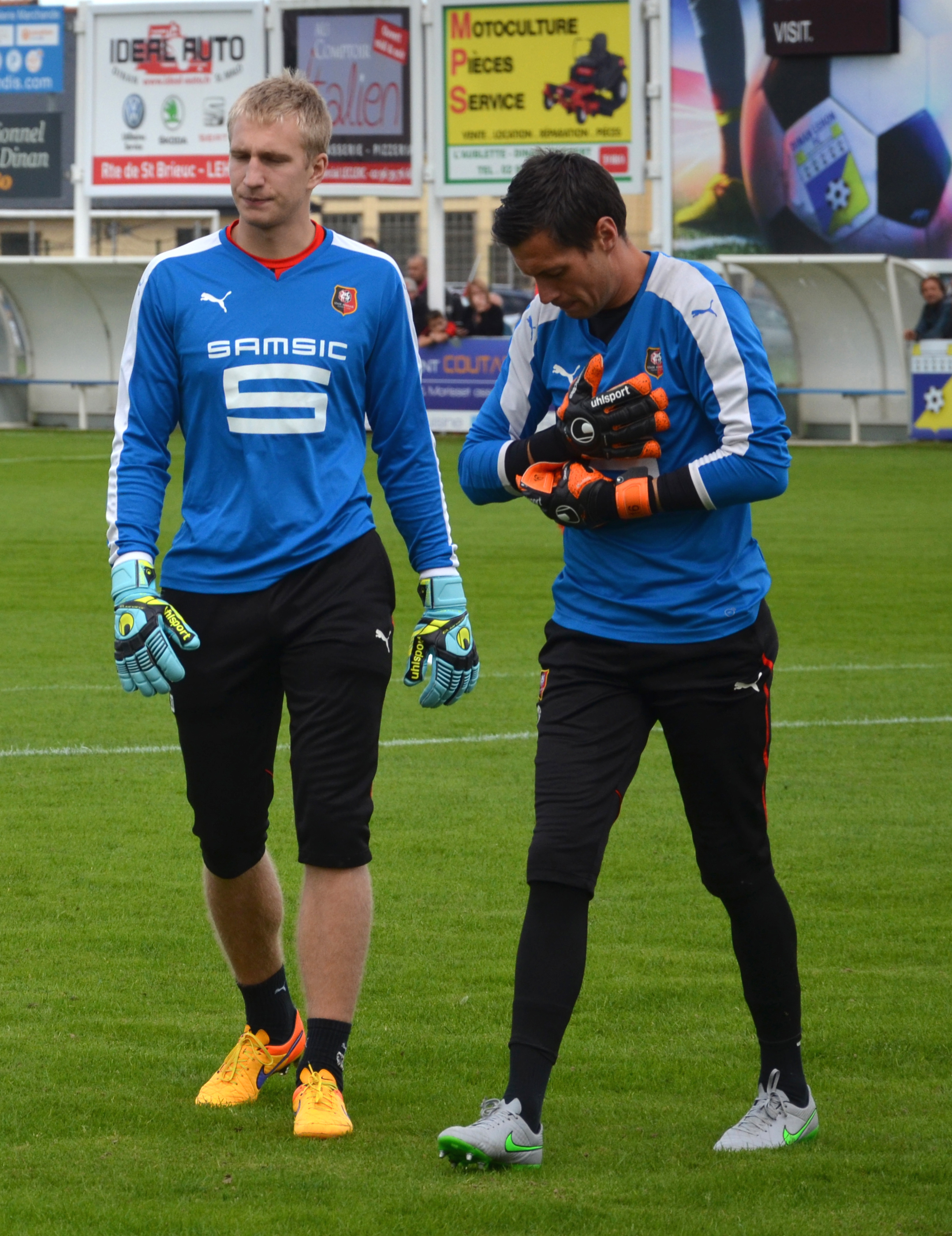
Edvinas Gertmonas (links) mit Teamkollegen Olivier Sorin (2015)

Edvinas Gertmonas wurde am 1. Juni 1996 in der Stadt Šilalė, im Westen Litauens, geboren und spielte in seiner Jugend unter anderem in der Nacionalinė futbolo akademija, der nationalen Fußballakademie des litauischen Fußballverbandes. Nachdem er in dieser sämtliche Spielklassen durchlaufen hatte, schaffte er im Jahre 2013 als 16-Jähriger den Sprung in den Profikader des FK Tauras Tauragė, wo er anfangs bereits als zweiter Torhüter hinter Martynas Matuzas gehandelt wurde. Im Spieljahr 2013 wurde er dabei in zwölf der insgesamt 32 Meisterschaftsspiele seiner Mannschaft eingesetzt und konnte einen Abstieg in die 1 Lyga, die zweithöchste Fußballliga des Landes, nicht verhindern. Die Mannschaft hatte es hierbei mit drei Siegen und zwei Unentschieden zu elf Punkten gebracht und war damit ein deutlicher Abstiegskandidat. Sein Profidebüt gab Gertmonas bald nach seinem 17. Geburtstag am 19. Juni 2013 bei einer 0:3-Heimniederlage gegen Ekranas Panevėžys.
Danach soll der großgewachsene Torhüter auch noch für den Verein in der Zweitklassigkeit angetreten sein und kam danach erst Ende Juni zu seiner nächsten Station, Atlantas Klaipėda. Bei Atlantas lief er zwischen Anfang August und Ende November 2014 in neun Ligapartien auf und war dabei vor allem am Mitte September bis zum Saisonende Stammkraft des litauischen Erstligisten. Mit der Mannschaft beendete er die Saison 2014 auf dem dritten Tabellenplatz und qualifizierte sich so für die Teilnahme an der 1. Qualifikationsrunde zur UEFA Europa League 2015/16. Nachdem er mit Tauras Tauragė bereits 2013/14 sein Debüt im litauischen Fußballpokal gefeiert hatte und dabei in der vierten Runde gegen Banga Gargždai ausgeschieden war, war er 2014/15 mit Atlantas Klaipėda als Stammkraft im Einsatz. Hierbei kam er mit dem Team, nach anfänglichen Schwierigkeiten, als man den Viertligisten TAIP Vilnius in der vierten Runde erst im Elfmeterschießen bezwang, bis ins Finale, nachdem die Mannschaft die Viertel- und Halbfinale jeweils deutlich gewann. Im Endspiel unterlag die von Konstantin Sergejewitsch Sarsania trainierte Mannschaft jedoch dem Ligakonkurrenten FK Žalgiris Vilnius mit 0:2.

### Wechsel nach Frankreich
Bereits im August 2014 wurde er vom französischen Erstligisten Stade Rennes getestet, der einen dritten Torwart für seine Profimannschaft suchte. Hierbei sollte er mit dem jungen Franzosen Maxime Pattier um den Platz als dritter Torhüter konkurrieren. Nachdem der vom ehemaligen Profi Jean-Luc Buisine eingefädelte Transfer vorerst gescheitert war, kam Gertmonas erst in der Winterpause 2014/15 nach Frankreich, von wo er jedoch, um Spielpraxis zu sammeln, umgehend wieder in seine Heimat an seinen Ex-Klub Atlantas Klaipėda verliehen wurde. Für diesen trat er daraufhin im Spieljahr 2015 in 15 der insgesamt 36 Ligapartien in Erscheinung und konkurrierte hierbei mit Routinier Mindaugas Malinauskas um einen Startplatz als Einsertorwart und war abwechselnd auch mit Marius Adamonis auf der Ersatzbank. Nach seinem eigentlichen Durchbruch in seiner Heimat kam er, während die Saison in Litauen ohne ihn weiterlief, im Sommer 2015 zurück nach Frankreich. Dort konnte er sich allerdings nicht durchsetzen und stand in der Saison 2015/16 in keinem einzigen Pflichtspiel seiner Mannschaft im offiziellen Kader. Auch stand er der B-Mannschaft mit Spielbetrieb in der fünftklassigen CFA 2 nicht zur Verfügung, trainierte aber trotzdem mit den Profis. Zwischenzeitlich laborierte er von August bis Oktober 2015 an einem Muskelfaserriss. Bei den Franzosen hatte er einen Vertrag bis zum Sommer 2019. Auch in der Folgezeit kam er zu keinem Einsatz in der Ligue 1, wurde aber bis Vertragsende insgesamt 48 Mal in der Reservemannschaft eingesetzt.

### Zurück nach Litauen
Im August 2019 kehrte er dann wieder in seine Heimat Litauen zurück und unterschrieb einen Vertrag beim Hauptstadtverein FK Žalgiris in der A Lyga. Dort gewann er bisher vier nationale Titel, davon zweimal in Folge die nationale Meisterschaft.

## Nationalmannschaftskarriere
Erste Erfahrungen in einer litauischen Nachwuchsnationalmannschaft sammelte Gertmonas im Jahre 2012, als er erstmals für die litauische U-17-Auswahl auflief. Mit dieser absolvierte er unter anderem im Herbst 2012 die Qualifikation zur U-17-EM 2013. Dort schied er mit dem Team allerdings noch in der Gruppenphase als Letzter der Gruppe 3 aus. Bis 2013 kam er in insgesamt 16 U-17-Länderspielen für sein Heimatland zum Einsatz. Ab diesem Jahr kam er auch zu regelmäßigen Einsätzen in litauischen U-19- und U-21-Nationalmannschaften. Mit der U-19 nahm er unter anderem an der Qualifikation zur U-19-EM 2015 teil, wobei er von Vytautas Vaškūnas in allen drei Partien der Gruppe 13 eingesetzt wurde und mit seinem Heimatland, dem Gastgeber der Gruppe 13, als Zweitplatzierter in die nachfolgende Eliterunde vordrang. In dieser wurde Litauen auf dem 26. von 28 Plätzen dem Topf D zugeordnet und schied mit dem Team als Dritter der Gruppe 3 von der Qualifikation aus; bis dahin war er auch in der Eliterunde in allen drei Partien im Einsatz gewesen. Bis 2015 stand Edvinas Gertmonas in zehn U-19-Länderspielen im Tor der Litauen. Wie bereits erwähnt, kam er ab 2013 auch erstmals in der U-21 seines Heimatlandes zum Einsatz und absolvierte in diesem Jahr unter anderem ein Qualifikationsspiel zur U-21-EM 2015 gegen die Alterskollegen aus Moldawien.
In weiterer Folge wurde er von Arminas Narbekovas für zwei Länderspiele gegen Russland und die Ukraine einberufen, kam dabei allerdings nur im zweiten Spiel gegen die Ukrainer zu einem Kurzeinsatz. Ein weiterer freundschaftlicher Länderspieleinsatz folgte daraufhin auch noch im März, als er über eine Halbzeit gegen Polen eingesetzt wurde. Während er in der EM-Quali im Juni nicht mit von der Partie war, da er zeitgleich bei der U-19-Nationalmannschaft aktiv war, saß er in den beiden Qualifikationsspielen im September 2013 ohne Einsatz auf der Ersatzbank der Litauen. Mit der Mannschaft beendete er die Qualifikation auf dem fünften von sechs Plätzen der Gruppe 1 und konnte sich somit nicht für die Endrunde qualifizieren. Daraufhin absolvierte er zwischen Oktober 2014 und Januar 2015 zahlreiche Freundschaftsspiele, hierbei vor allem gegen Nationalmannschaften aus den umliegenden Nachbarländern. Nachdem er die ersten drei Spielen der Qualifikation zur U-21-EM 2017 nicht bestritten hatte, setzte ihn Narbekovas und gleich darauf Antanas Vingilys in den nachfolgenden vier Qualifikationsspielen im Oktober und November 2015 über die volle Spieldauer ein. Unter dem ehemaligen litauischen Internationalen Igoris Pankratjevas schaffte Gertmonas im Jahre 2015 den Sprung in die A-Nationalmannschaft seines Heimatlandes, für die er am 8. Juni 2015 in einem freundschaftlichen Länderspiel bei einer 0:2-Niederlage gegen Malta debütierte und dabei über die vollen 90 Minuten zum Einsatz kam. Erst sechs Jahre später folgte dann am 15. November 2021 im Testspiel gegen Kuwait (1:1) seine nächste Partie. Seinen dritten Einsatz absolvierte er im Freundschaftsspiel gegen San Marino (2:1) am 25. März 2022. Im Folgejahr stand er bei vier Spielen der EM-Qualifikation über die gesamte Spielzeit im Tor.

## Erfolge
- Litauischer Meister: 2020, 2021
- Litauischer Superpokalsieger: 2020
- Litauischer Pokalsieger: 2021